# Sheyang
Der Kreis Sheyang (chinesisch 射阳县, Pinyin Shèyáng Xiàn) ist ein Kreis in der chinesischen Provinz Jiangsu. Er gehört zum Verwaltungsgebiet der bezirksfreien Stadt Yancheng. Er hat eine Fläche von 2.856 Quadratkilometern und zählt 897.073 Einwohner (Stand: Zensus 2010). Sein Hauptort ist die Großgemeinde Hede (合德镇).

## Administrative Gliederung
Auf Gemeindeebene setzt sich der Kreis aus zwanzig Großgemeinden zusammen. 